# Épave (terrestre)
Ne doit pas être confondu avec Épave (maritime).

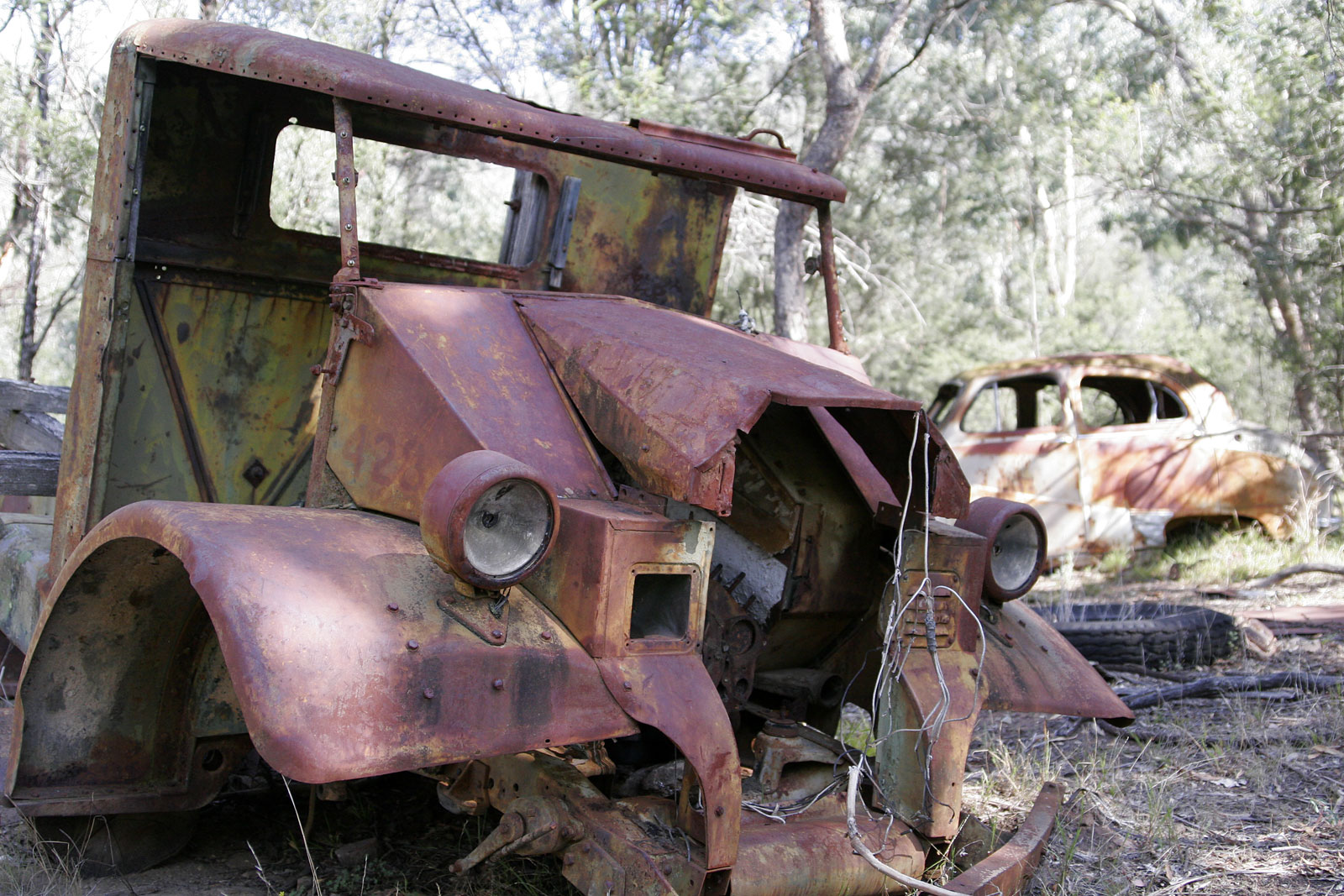
Épave de camion de la Seconde Guerre mondiale rongé par la rouille.

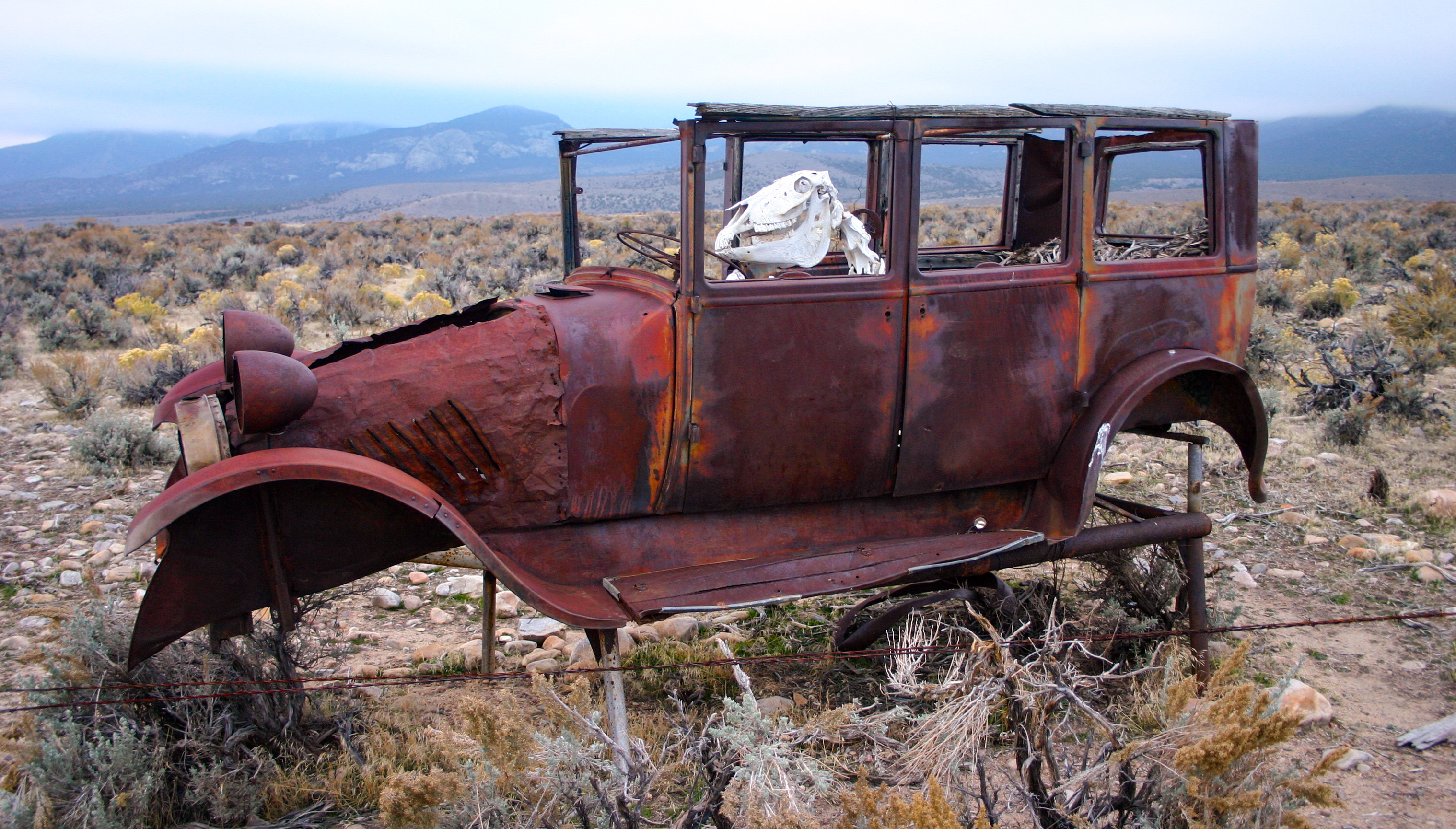
Épave de voiture dans le Parc national du Grand Bassin, États-Unis, novembre 2004.

Un véhicule terrestre hors d'usage (aussi appelé, par abréviation, VHU) communément appelé épave est un véhicule accidenté ou en mauvais état, qui ne peut être réparé et de ce fait est destiné à la casse. Il s'agit notamment d'automobiles, d'autobus, d'autocars, de camions hors d'usage.

## Définition

### En France
La législation française définit les véhicules terrestres hors d'usage de la manière suivante, : tout véhicule terrestre mentionné aux alinéas 1 et 2 de l'article R. 543-154 du code de l'environnement, quelle que soit sa destination initiale (transport de personnes, transport de marchandises, autre, etc.), que son dernier détenteur remet à un tiers pour qu'il le détruise.
Cependant, la note du 25 avril 2017, qui remplace la circulaire du 24 décembre 2010, étend cette définition aux véhicules techniquement irréparables définis par l'arrêté ministériel du 29 avril 2009, c'est-à-dire aux véhicules terrestres qui :
- Présentent au moins un des critères d'irréparabilité technique spécifiés dans l'annexe 1 de l'arrêté ministériel du 29 avril 2009 : 
  1. Véhicules complètement brûlés.
  2. Véhicules immergés au-dessus du tableau de bord.
  3. Véhicules dont un élément de sécurité n'est ni réparable ni remplaçable.
  4. Véhicules dont tout ou partie des éléments de structure et de sécurité sont atteints de défauts techniques irréversibles et non remplaçables.
  5. Véhicules dont la réparation nécessite l'échange de l'ensemble moteur-boite et coque ou châssis qui entraîne la perte de leur identité d'origine.
  6. Par assimilation, véhicules qui sont définitivement non identifiables, après épuisement des moyens de recherche et des démarches permettant de les identifier.
- Ne sont plus aptes à remplir l'usage pour lequel ils sont initialement destinés, sans avoir à subir d'importants travaux de remise en état.

## Dépollution, broyage et recyclage

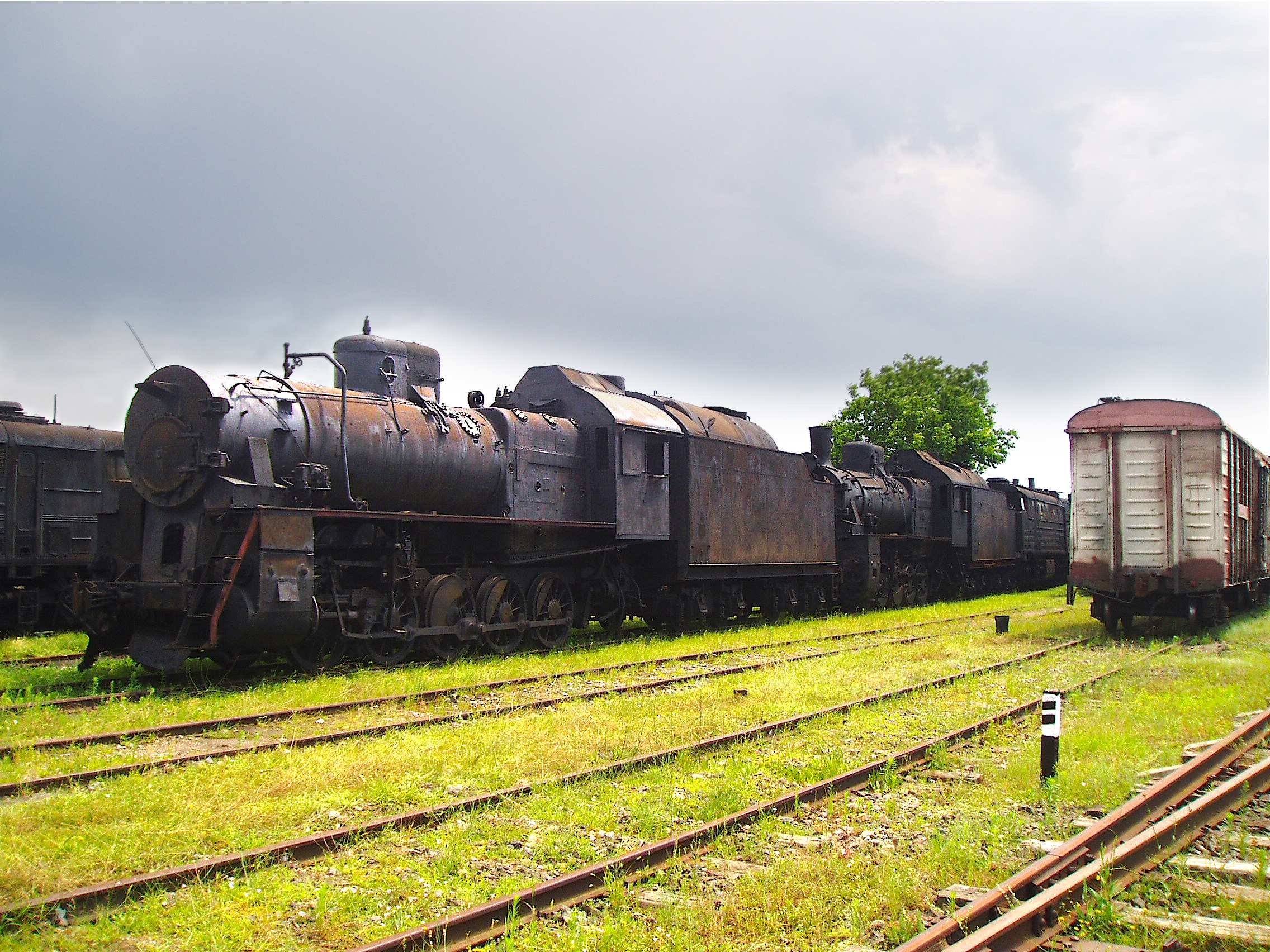
Cimetière ferroviaire : locomotives à vapeur dans l'ex-URSS.

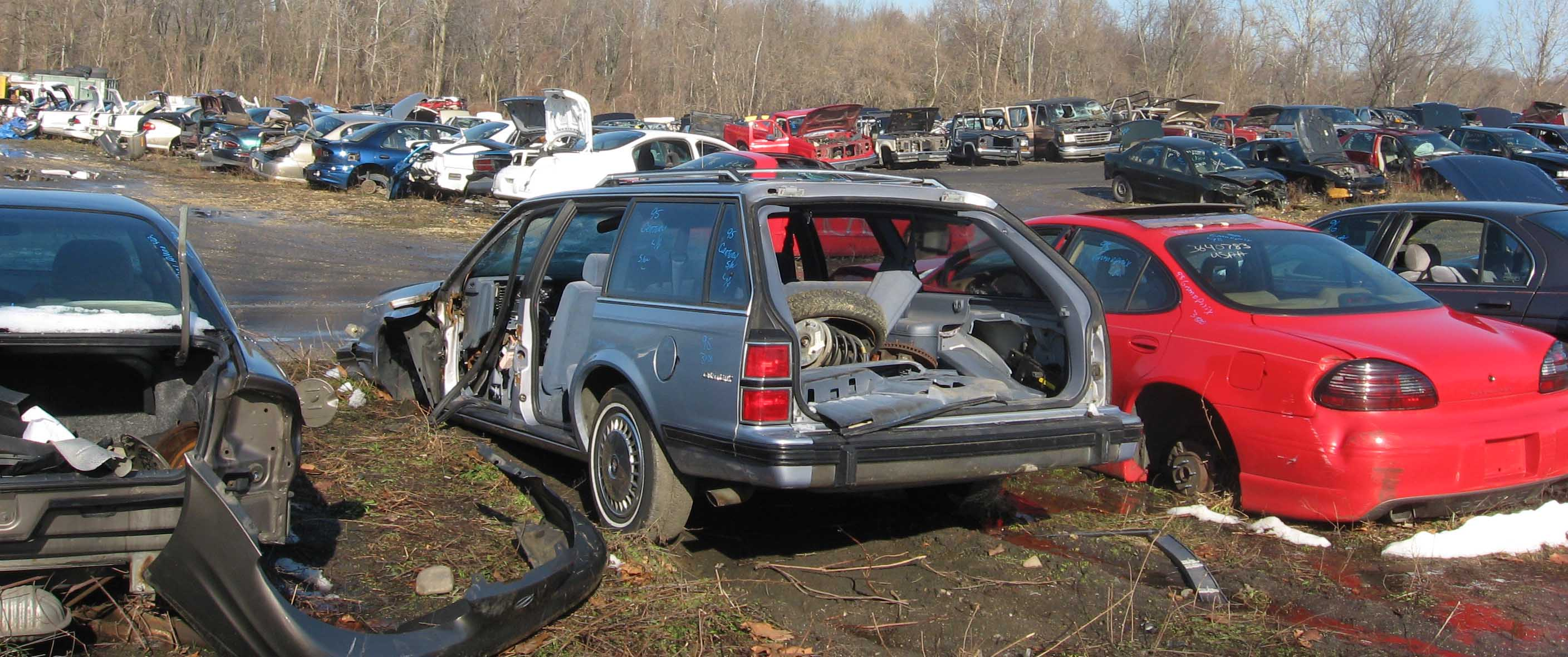
Un parking à épaves d'automobiles où les clients se servent, aux États-Unis.

En France, le code de la route et le code de l'environnement imposent au détenteur d'un véhicule terrestre hors d'usage qu'il le remette à un centre VHU agréé qui a l'obligation d'effectuer la dépollution du véhicule (retrait des huiles usagées, liquide de refroidissement, carburant, pneus, filtres, batteries, etc.) ainsi que le démontage de certaines pièces encore en état en vue de leur réutilisation,,. 
Le centre VHU doit ensuite transmettre le véhicule dépollué à un broyeur agréé afin qu'il procède à son broyage et qu'il sépare les différentes matières restantes en vue de les recycler.

## Problématique environnementale

### Dangerosité
En France, un véhicule terrestre hors d'usage non dépollué est considéré comme étant un déchet dangereux. Une fois entièrement dépollué, il devient un déchet non dangereux.

### Abandon d'épaves

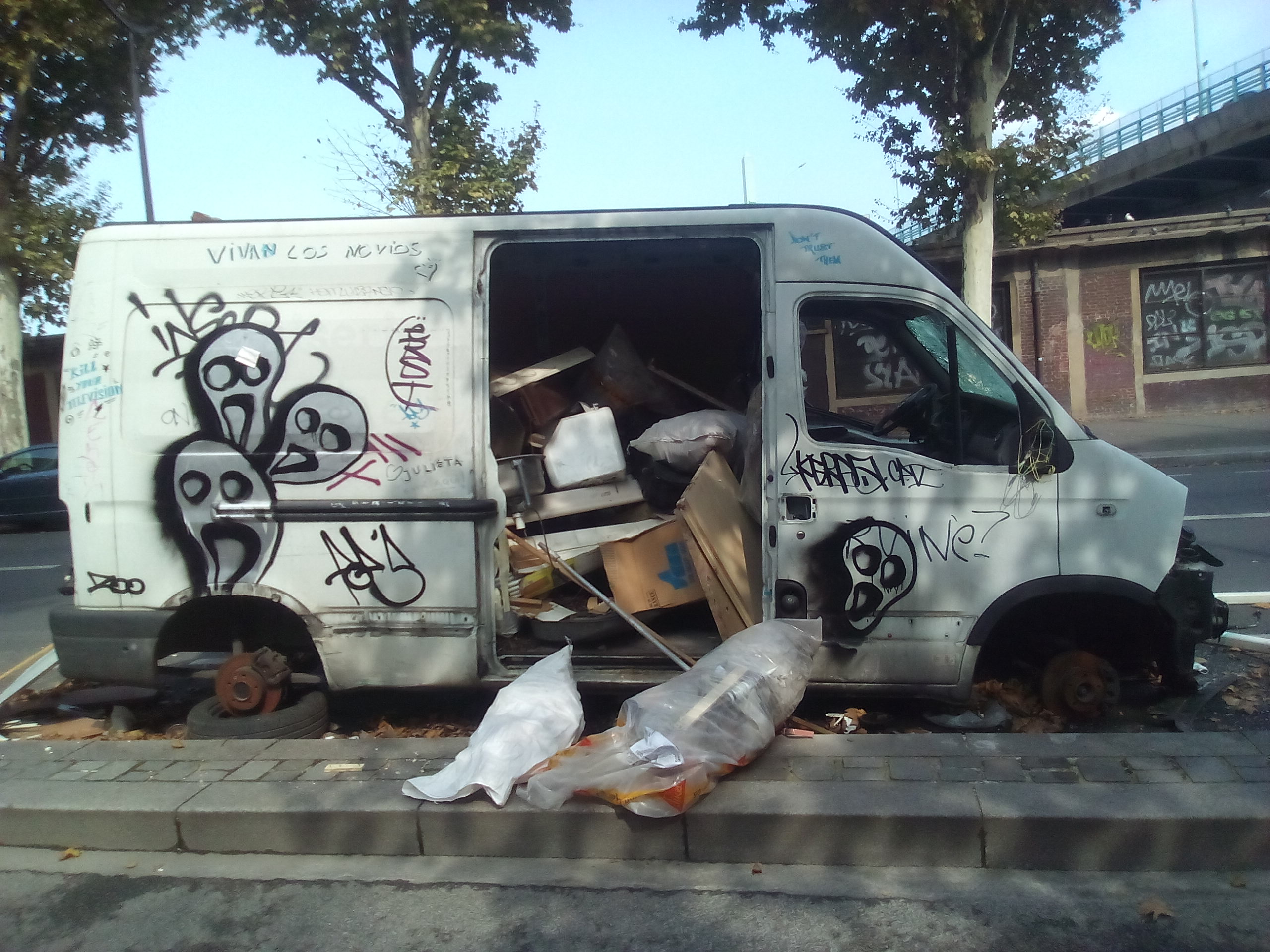
Épave urbaine à Paris en 2017.

L'abandon d'épaves dans la nature ou leur démontage sauvage peut engendrer des pollutions au niveau du sol et de l'eau.
Les carcasses ou les pneus peuvent constituer des habitats pour les nuisibles (rongeurs, serpents, etc.) et des gîtes pour les moustiques, avec les maladies qui en découlent (leptospirose, dengue, chikungunya, etc.),.
Par ailleurs, un grand nombre d'épaves abandonnées sur un territoire peut ternir son image, d'autant plus si certaines pathologies liées à ces carcasses se développent.
Depuis 2015, les pouvoirs publics cherchent à enrayer durablement la coutume qui consiste à abandonner les véhicules au bord de la route, pour les dépouiller progressivement de la plupart de leurs pièces. En 2017, l’État français a publié un décret visant à imposer aux constructeurs automobiles, de pourvoir au financement des frais de repérage, de collecte et de démolition des VHU en Martinique, Guadeloupe, Guyane, à Mayotte et à la Réunion. La phase de test a commencé en mars 2018 en Martinique avec pour objectif de retirer de l'espace public plus de 1 700 VHU d'ici fin 2018.